# Sisu XA-180

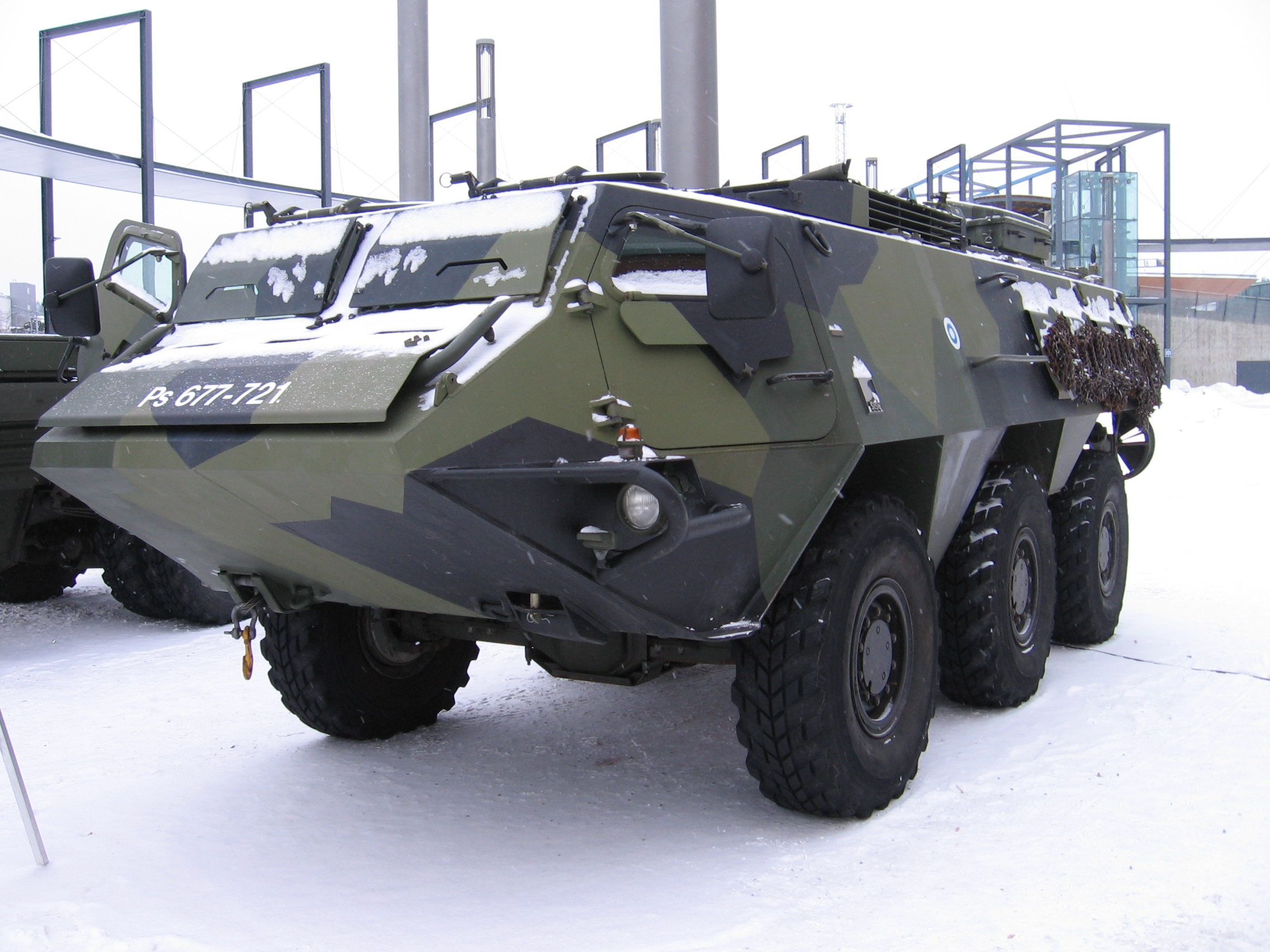
SISU XA-185

Sisu XA-180 – współczesny fiński transporter opancerzony produkowany przez firmę Sisu-Auto.
Prototyp transportera XA-180 powstał w 1982 roku. Wykorzystywał on znaczną część podzespołów samochodu ciężarowego Sisu SA-150VK. Pierwszą partię pojazdów zamówiono w 1983 roku. Liczyła ona 59 egzemplarzy. Do 1989 roku wyprodukowano około 100 transporterów XA-180, w większości na potrzeby armii fińskiej (niewielką liczbę XA-180 sprzedano Szwecji, Norwegii i Irlandii). Pod koniec lat 90. 92 wozy XA-180 zakupiła armia Holandii. Od grudnia 1993 roku pięć XA-180 było leasingowanych od Norwegów przez Wojsko Polskie. Były one używane przez polski batalion Sił Pokojowych ONZ na Wzgórzach Golan.